# Cryptolog
Cryptolog  (engl. Kofferwort aus Crypto, kurz für Cryptology, deutsch Kryptologie, und Log, kurz für Logbuch), eigentlich National Security Agency Cryptolog, kurz NSA Cryptolog, war eine englischsprachige Fachzeitschrift zum Thema Kryptologie.
Die Zeitschrift erschien seit ihrer Erstauflage im Jahr 1974 im Auftrag der National Security Agency (NSA), des größten Auslandsgeheimdienstes der Vereinigten Staaten, zunächst monatlich und zuletzt dann quartalsweise. Sie war als classified („klassifizierte“) Verschlusssache mit dem Geheimhaltungsgrad Top Secret eingestuft und nicht öffentlich zugänglich. Bis zur letzten Ausgabe im Juli 1997 erschien sie insgesamt 136 Mal und gehört damit zu den langlebigsten Periodika der NSA.
Das Themenspektrum von Cryptolog umfasste alle Facetten der Kryptologie, also Kryptographie und Kryptanalyse, sowie damit in Zusammenhang stehende Themen wie Verkehrsanalyse, Informationssicherheit, Fernmelde- und elektronische Aufklärung, Gewinnung von Informationen aus menschlichen Quellen (Human Intelligence), Linguistik, Mathematik und Ingenieurwissenschaften.
In Summe waren es mehr als 1000 Artikel und mehr als 4400 Seiten zu diesen Themen. Einer ihrer Editoren beschrieb sie als „a mix of technical, expository, philosophical, futuristic, argumentative and historical articles – with a light touch here and there – there’s always an article or two to engage the reader“ (deutsch „eine Mischung aus technischen, erläuternden, philosophischen, futuristischen, argumentativen und historischen Artikeln – mit einem leichten Hauch hier und da – gibt es immer ein oder zwei Artikel, die den Leser fesseln“).
Im Jahr 2013 wurde der gesamte Bestand „deklassifiziert“ und der Öffentlichkeit zugänglich gemacht, wobei gewisse Stellen unkenntlich gemacht sind, insbesondere wohl um die Identität von Personen zu schützen, aber möglicherweise auch, um besonders sensitive Details geheim zu halten. Dennoch bietet die restliche Fülle von Informationen dem interessierten Leser einen authentischen Einblick in die Operationen der NSA und den internen Gedankenaustausch ihrer Mitarbeiter für einen Zeitraum von mehr als zwanzig Jahren gegen Ende des 20. Jahrhunderts.
Die NSA will mit der Veröffentlichung von Cryptolog ihren Einsatz für Transparenz und Offenheit unterstreichen, die Geschichte der NSA illustrieren und das Verständnis der Öffentlichkeit für ihre Aufgaben und Tätigkeiten fördern.